# Fatima Ouassak
Fatima Ouassak, née en 1976 dans la région du Rif (Maroc), est essayiste, conteuse, directrice de collection, et militante écologiste et antiraciste française, d'origine marocaine. Elle est cofondatrice du collectif Front de mères, syndicat de parents dans les quartiers populaires. Son livre La puissance des mères reçoit le prix du public de l'essai féministe en 2021.

## Biographie

### Origines et études
Fatima Ouassak naît dans la région du Rif, au nord du Maroc. En 1977, à l'âge d'un an, elle quitte le Maroc avec sa famille, pour rejoindre son père en France. Elle grandit à Lille-Sud et étudie à l'Institut d'études politiques de Lille ; elle devient autrice et militante,.

## Œuvres

### La Puissance des mères
En 2020, elle publie son premier essai aux éditions La Découverte, intitulé La Puissance des mères, pour un nouveau sujet révolutionnaire,,,,,,. L'ouvrage obtient le prix de l'essai féministe du magazine Causette le 24 juin 2021.

### Pour une écologie pirate
En mars 2023, elle publie Pour une écologie pirate : Et nous serons libres,. Dans cet ouvrage, elle s’interroge sur l’élargissement nécessaire d’un front social écologiste et invite à repenser la place des habitants des quartiers populaires dans ces luttes. Elle propose de remettre au centre du jeu politique des modes de domination peu interrogés, ou invisibilisés, dans le champ écologiste. Quand les mouvements majoritaires prônent une écologie « de masse et citoyenne », « universelle et inclusive », l’autrice interroge les rapports de pouvoir entre races, entre État français et descendants de l’immigration postcoloniale.

### Rue du passage
Conte publié en 2024, aux éditions Lattès. "Rue du passage propose un récit national qui rencontre son refoulé : celui de la communauté d’ouvriers immigrés maghrébins d’un micro-quartier dont la mémoire navigue d’une rive à l’autre(...) Sans quitter les quartiers populaires, à l’origine de ses travaux, la politologue et militante réalise un projet qui couvait dans ses textes précédents : écrire un conte. Il répond à la volonté toujours renouvelée et brillamment maîtrisée de s’adresser à toutes les générations de lectrices et lecteurs." dans le journal de critique littéraire En Attendant Nadeau.

### Comme Ali
Conte publié en 2025, aux éditions Diable Vauvert
Conte sur l'oppression raciste entre culture musulmane et fantastique. "Dans un style vif, au plus près de la pensée d’un enfant qui refuse d’être dupe, Fatima Ouassak déploie un monologue d’une intensité rare. Loin de l’angélisme ou de la complaisance, elle restitue avec une puissance saisissante la violence sociale qui façonne le regard des adultes et pèse sur les épaules des plus jeunes.", critique de Nicolas Gary parue dans Actualitté.
Elle a adapté le conte en "Petite ruse théâtrale", avec une mise en scène de Paul Courlet, et qu'elle joue sur scène. 

### Contributions
Elle contribue à des ouvrages collectifs qui appellent à la convergence des luttes : en tant que membre du Conseil national de la nouvelle résistance, dans l'ouvrage Résistons ensemble. Plaidoyer pour des jours heureux ; en tant qu'écoféministe, dans le recueil Après la pluie. Horizons écoféministes ; en tant que féministe, dans le recueil de récits Féminismes dans le monde, 23 récits d'une révolution planétaire. Dans L’Écologie du XXIe siècle, dirigé par Hervé Kempf, elle fait partie de « Celles et ceux qui vont changer le monde », aux côtés de Corinne Morel Darleux, Pablo Servigne, Jon Palais ou encore Claire Nouvian.
Aux côtés de quatorze autres féministes, elle contribue à l'ouvrage Sororité dirigé par Chloé Delaume, publié en 2021. Son texte porte sur l'un de ses sujets de prédilection, la lutte des mères contre la pédocriminalité. C'est le sujet également de l'entrée qu'elle a rédigée dans l'ouvrage Feu, abécédaire des féminismes présents dirigé par la philosophe Elsa Dorlin publié en octobre 2021, puisqu'elle y traite des « mères ».

### Directrice de la collection "Écologies de la libération"
aux Éditions Les Liens qui libèrent.
Avec dans cette collection, un premier livre collectif qu'elle dirige : "Terres et liberté, manifeste antiraciste pour une écologie de la libération", avec Norman Ajari, Omar Alsoumi, Myriam Bahaffou, Amzat Boukari, Arturo Escobar, Malcom Ferdinand, Nadia Yala Kisukidi, Maya Mihindou, Shela Sheikh, Vietnam-Dioxin et A4.

## Militantisme

### Front des mères
En 2016, Fatima Ouassak fonde le syndicat Front de mères,,,,,, avec la blogueuse Diariatou Kebe. Elle en est porte-parole, avec Goundo Diawara.

### Verdragon, maison de l'écologie populaire
En tant que porte-parole de Front de mères, elle est à l'initiative, avec Alternatiba, de la création du premier lieu consacré à l'écologie populaire, Verdragon, maison de l'écologie populaire, ouvert en janvier 2021 et officiellement inauguré le 13 juin 2021, situé à la limite entre Bagnolet et Montreuil en Seine-Saint-Denis. Dans cet espace sont menés des projets et des actions en lien avec l'alimentation, les risques industriels, la pollution de l'air, la parentalité, la maternité, la lutte contre les violences sexuelles.

### Réseau Classe/Genre/Race
Elle a été présidente de l'organisation féministe Réseau Classe/Genre/Race, créée sur la base d'un livret rédigé par ses soins et publié par l'Ifar en 2015, intitulé Discriminations Classe/Genre/Race, repères pour comprendre et agir contre les discriminations que subissent les femmes issues de l'immigration post-coloniale. 

### Conseil national de la Nouvelle Résistance (CNNR)
Elle a été membre du Conseil national de la nouvelle résistance (CNNR), fondé en 2020, par Denis Robert, Gilles Perret et Gérard Mordillat.

### Tribunes
En avril 2022, elle co-signe l'appel du journal Elle intitulé « Marine Le Pen à l’Élysée ? Pour nous, c’est non ! ».

### Critiques
Des organes de presse critiquent ses actions et engagements et la qualifient d'« indigéniste »,,,,. Elle objecte que c'est un « terme d'extrême-droite », fréquemment employé « pour disqualifier et diaboliser le discours antiraciste ou émanant des quartiers populaires ». Toutefois, le qualificatif « indigéniste » est « pertinent » en l'occurrence, estime la philosophe Marylin Maeso. Celle-ci ajoute que le manifeste du Front des mères est « un pamphlet aux relents complotistes » car ce texte prétend que l'institution scolaire est « intrinsèquement raciste » au motif que le non-remplacement et le manque de formation des enseignants « dans les lycées à forte mixité sociale » dévoileraient une stratégie délibérée à l'encontre des enfants d'immigrés.
Fatima Ouassak a été en 2005 membre du mouvement puis du parti des Indigènes de la République,, avant de le quitter en 2012. Selon Le Figaro, elle serait connue pour ses positions hostiles aux institutions républicaines : « C’est une communautariste qui avance déguisée. Elle prétend, par exemple, vouloir le bien des enfants en militant pour l'alternative végétarienne dans les cantines scolaires, mais en réalité elle veut répondre à des revendications religieuses de la population musulmane. » En outre, selon Marianne, elle décrit « la société française comme une société "préfasciste" dans laquelle "les enfants racisés sont aliénés, victimes de violences psychiques". »

## Vie privée
Mère de deux enfants, elle réside à Bagnolet, dans le département de Seine-Saint-Denis.

## Publications
- Discriminations Classe/Genre/Race, repères pour comprendre et agir, Ifar, 2015
- La Puissance des mères : pour un nouveau sujet révolutionnaire, Paris, La Découverte, 2020, 272 p. (ISBN 978-2348059377)Prix  Causette de l'essai féministe, 2021[11].
- Avec Douce Dibondo, Daria Marx, Pauline Harmange et Kiyémis, Fruits de la colère : embras(s)er nos débordements, Vanves, les Insolentes, 2022, 159 p. (ISBN 978-2-01-946310-6 et 2-01-946310-5)
- Pour une écologie pirate : et nous serons libres, La Découverte, 2023, 181 p. (ISBN 9782348075445)[34]
- Rue du passage, JC Lattès, 2024, 288 p.  (ISBN 9782709672177) [35]
- Comme Ali, Editions Au Diable Vauvert, 2025
- Terres et liberté, Editions Les Liens qui libèrent, 2025, sous la direction de Fatima Ouassak, avec Norman Ajari, Omar Alsoumi, Myriam Bahaffou, Amzat Boukari, Arturo Escobar, Malcom Ferdinand, Nadia Yala Kisukidi, Maya Mihindou, Shela Sheikh, Vietnam-Dioxin et A4

### Participations
- « Être écologiste, c'est fondamentalement être anticapitaliste », dans Hervé Kempf, L'Écologie au XXIe siècle, Reporterre & Le Seuil, 6 février 2020, 224 p. (EAN 9782021443264)
- « Pour une politique intersectionnelle en France : du réseau Classe/Genre/Race au Front de mères », dans Pauline Delage et Fanny Gallot, Féminismes dans le monde, Éditions Textuel, 4 mars 2020
- « Des dragons à la reconquête du territoire », dans Solène Ducrétot et Alice Jehan, Après la pluie, Tana, 15 octobre 2020, 224 p. (ISBN 979-1030103489)
- « Luttons contre les violences policières, défendons nos libertés fondamentales », dans Collectif, Résistons ensemble - Plaidoyer pour des jours heureux, Florent Massot, 14 janvier 2021, 264 p. (ISBN 2380352895)
- « Protégeons nos enfants, ensemble ! », dans Chloé Delaume, Sororité, éditions du Seuil, coll. « Points », 2021, 224 p. (ISBN 978-2757888940)
- « Mères », dans Elsa Dorlin, Feu ! Abécédaire des féminismes présents, Libertalia, 14 octobre 2021, 734 p. (ISBN 9782377292233)
- « Résister à la démobilisation », dans Antonio Delfini, Julien Talpin, Janoé Vulbeau, Démobiliser les quartiers - Enquêtes sur les pratiques de gouvernement en milieu populaire, Presses universitaires du Septentrion, 21 octobre 2021, 284 p.  (ISBN 978-2-7574-3358-4)
- « Liberté de circuler, droit de respirer. Pour une écologie populaire », dans Philippe Boursier, Clémence Guimont, Écologies - Le vivant et le social, La Découverte, 12 janvier 2023, 624 p.  (ISBN 9782348076886)

### Articles
- « Entendez-vous la parole des femmes vivant dans les quartiers populaires ? », Les Cahiers du développement social urbain, vol. 68, no 2,‎ 2018, p. 16-17 (DOI 10.3917/cdsu.068.0016, lire en ligne)
- « Quartiers populaires, conscientisation écologique et libération », Après-demain, vol. 53 « NF », no 1,‎ 2020, p. 27-28 (DOI 10.3917/apdem.053.0027, lire en ligne)
- « Femmes des quartiers populaires et Covid-19 : premières réflexions », Les Cahiers du développement social urbain, vol. 72 « Inégalités et Covid-19 : double peine pour les quartiers populaires », no 2,‎ 2020, p. 15-17 (lire en ligne)
- « Un projet écologiste du point de vue des quartiers populaires », Revue Dard/Dard, vol. 6 « Fin du monde/Fin de mois - La transition avec les milieux populaires », 2021/2, p. 26 à 37[36]
- « Mères », Revue Ballast, 3 juin 2022[37]
- « One Piece - Et nous serons libres », Revue Ballast, 17 mars 2023[38]
- « Les conditions d'émergence d'un projet écologiste depuis les quartiers populaires », Les Cahiers du développement social urbain, vol. 77 « Crise environnementale et sociale : les quartiers populaires relèvent le défi », no 1, 2023, p. 22-23[39]

### Interviews (vidéo, radio, etc.)
- Le Pouvoir des mères, avec notamment Fatima Ouassak, de Charlotte Bienaimé dans Un podcast à soi, Arte radio
- Interview vidéo avec Fatima Ouassak pour Regards : « On veut empêcher les classes populaires de s’organiser politiquement »
- Interview vidéo avec Fatima Ouassak pour Regards : « Il faut rompre avec l’instrumentalisation raciste des causes féministes »
- Cas d'écoles : les mères au créneau avec Fatima Ouassak, épisode du podcast Kiffe ta race
- La Révolte des mères avec Fatima Ouassak, épisode du podcast La Poudre de Lauren Bastide
- Fatima Ouassak : la boss finale de l’écologie politique pour le podcast Y'a plus de saisons de Swann Périssé